# III Congresso panrusso dei Soviet
Il III Congresso panrusso dei Soviet dei deputati dei lavoratori, dei soldati e dei contadini si tenne in Russia dal 23 al 31 gennaio 1918. Le sedute si tennero nel Palazzo di Tauride a Pietrogrado. Il principale risultato del lavoro del Congresso fu l'adozione della Dichiarazione dei diritti del popolo lavoratore e sfruttato, un documento che creò la base legale per la stesura della prima Costituzione sovietica. In totale, al Congresso parteciparono 1647 delegati con voto decisivo e 219 delegati con voto consultivo, eletti da 317 soviet dei lavoratori, dei soldati e dei contadini, con altri 110 delegati eletti dall'esercito, dai corpi e dai comitati divisionali.

## Svolgimento[2]
Alla prima seduta parteciparono 942 delegati con diritto di voto deliberativo e 104 con diritto di voto consultivo. All'ordine del giorno c'erano: i rapporti del Comitato esecutivo centrale e del Consiglio dei commissari del popolo, l'adozione della Dichiarazione dei diritti del popolo lavoratore e sfruttato, i rapporti "Sulle istituzioni federali della Federazione russa" e "Sulla guerra e la pace", l'adozione della legge sulla socializzazione della terra e le elezioni del Comitato esecutivo centrale.
Furono ascoltati i rapporti di Jakov Sverdlov sull'attività del Comitato Esecutivo Centrale panrusso, Vladimir Lenin sull'attività del Consiglio dei commissari del popolo e di Iosif Stalin, Commissario del popolo alle nazionalità, sui principi della federazione e la politica sulle nazionalità per lo Stato sovietico emergente. La politica sulle nazionalità proposta da Stalin fu approvata.
Ascoltati questi rapporti, l'11 gennaio (24 gennaio secondo il calendario gregoriano) i delegati approvarono la politica del governo sovietico ed espressero piena fiducia nei suoi confronti.
Il 13 gennaio il Congresso si unì al Terzo Congresso panrusso dei deputati sovietici dei contadini e divenne noto come il Terzo Congresso panrusso dei deputati dei lavoratori, dei soldati e dei contadini. Questa associazione completò il processo di creazione di un unico corpo supremo del potere sovietico e accelerò la fusione dei Soviet di operai, soldati e contadini. Alla fine del congresso, c'erano 1 647 delegati con un voto decisivo e 219 con un voto consultivo.
La risoluzione del Congresso "Sulle istituzioni federali della Repubblica russa" fissò i principi di base dell'organizzazione dello stato multinazionale sovietico. Il Congresso incaricò il Comitato esecutivo centrale panrusso di redigere le principali disposizioni della Costituzione della RSFSR. Fu eletto un Presidium, composto da 10 bolscevichi, 3 socialrivoluzionari di sinistra ed un rappresentante per ogni altro gruppo (come socialrivoluzionari di destra e menscevichi). Siccome l'Assemblea Costituente era appena stata sciolta per ordine del Comitato esecutivo centrale, il Congresso ratificò tale decisione e decise di eliminare completamente ogni riferimento all'Assemblea costituente da tutte le nuove edizioni dei decreti e delle leggi del governo sovietico. 
Inoltre, il Congresso approvò il nuovo nome del governo sovietico, ossia Governo dei lavoratori e dei contadini della Repubblica Sovietica Russa. Il nuovo Stato doveva essere una "libera unione dei popoli della Russia". I delegati approvarono in larga maggioranza la Dichiarazione dei diritti del popolo lavoratore e sfruttato, che divenne il prototipo della prima Costituzione della Russia sovietica.
Il 18 gennaio il Congresso approvò il decreto sulla terra, che fornì la base per la redistribuzione e la nazionalizzazione delle terre.
I partiti socialdemocratici della Svizzera, della Romania, della Svezia e della Norvegia, il Partito Socialista Britannico ed il Partito Socialista d'America mandarono i loro messaggi di solidarietà.
I menscevichi, i socialrivoluzionari di destra ed i menscevichi internazionalisti si servirono del Congresso per indicare la loro opposizione alla politica interna ed estera approvata dai bolscevichi.
Il Terzo Congresso panrusso dei Soviet fu un importante punto di riferimento storico nel percorso iniziale di costruzione del primo stato socialista del mondo. Il quotidiano Izvestija in quei giorni scrisse: «Il congresso di fondazione della Grande Rivoluzione russa ha adottato la Dichiarazione dei diritti dei lavoratori e degli sfruttati, che ora servirà come una Carta immortale del lavoro [...] persone che lavorano, oppressi e sfruttati in tutto il mondo con entusiasmo hanno accolto la solenne proclamazione dei diritti del lavoro e la solidarietà internazionale dei lavoratori.»

## Composizione del Presidium
- Partito Operaio Socialdemocratico Russo (bolscevico): 10 (52,64%)
- Partito Socialista Rivoluzionario di Sinistra: 3 (15,80%)
- Partito Socialista Rivoluzionario di Destra: 1 (5,26%)
- Partito Operaio Socialdemocratico Russo (menscevico): 1 (5,26%)
- Menscevichi internazionalisti: 1 (5,26%)
- Socialrivoluzionari centristi: 1 (5,26%)
- Partito Socialdemocratico Internazionalista Unito: 1 (5,26%)
- Indipendenti: 1 (5,26%)